# Emmy Göring
Emma Johanna Henny "Emmy" Göring (née Sonnemann) (Hamburgo, 24 de março de 1893 – Munique, 8 de junho de 1973) foi uma atriz e cantora de ópera alemã, segunda mulher do Reichsmarschall da Alemanha Nazista, Hermann Göring. Durante o governo de Adolf Hitler, ela por muitas vezes assumiu a posição auto-intitulada de "Primeira-Dama do Terceiro Reich" participando como anfitriã de eventos de Estado ao lado do Führer.

## Biografia

### Casamentos
Nascida Emma Sonnemann em Hamburgo, filha de um rico homem de negócios, atuou como atriz no Teatro Nacional em Weimar. Depois de casar-se com o ator Karl Köstlin em 1916, adotou o nome de Emmy Köstlin até seu divórcio. Em 10 de abril de 1935 tornou-se Emmy Göring ao casar-se com o líder nazista, numa cerimônia em que Hitler foi o padrinho. Foi também o segundo casamento de Göring, então viúvo após a morte de sua primeira mulher, a sueca Carin Fock Göring, em 1931. A filha de ambos, Edda Göring, nasceu em junho de 1938, e teve seu nome dado em homenagem à  Condessa Edda Ciano, filha mais velha do ditador fascista italiano Benito Mussolini.
Emmy viveu com o marido em Carinhall, a grande propriedade do Reichsmarschall nas cercanias de Berlim, e que tinha sido batizada com o nome de sua primeira mulher, o que nunca foi problema para ela. A propriedade de caça no campo de ambos, a Reichsjägerhof, era conhecida como "Emmyhall".

### Primeira-dama do Terceiro Reich

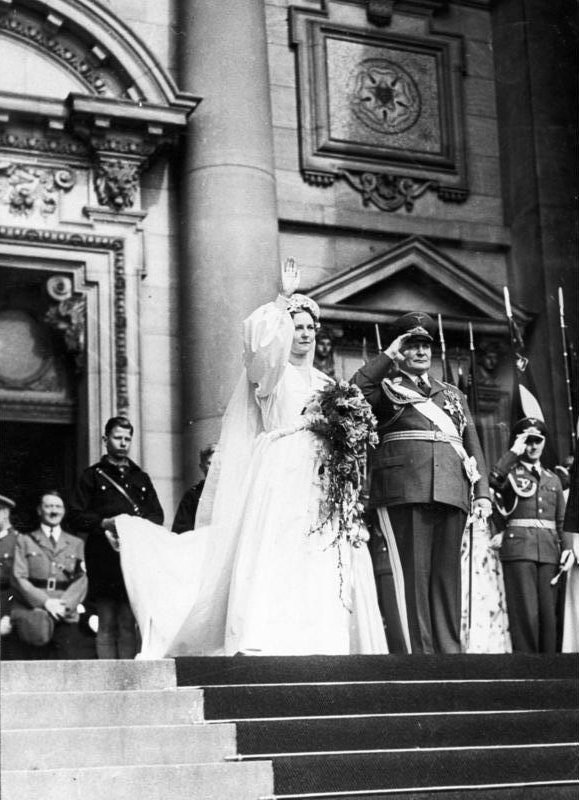
Emmy no seu casamento com Hermann Göring. Ao fundo, o padrinho Adolf Hitler. Berlim, 1935.

Como Adolf Hitler era solteiro, Emmy assumiu por várias vezes as funções de primeira-dama e anfitriã do governo em funções de Estado junto com Hitler. Este fato e o título que assumiu e propagava, acabou criando grande animosidade entre ela e a amante do Führer, Eva Braun, a quem Emmy esnobava e desprezava. Isto acabou fazendo com que Hitler admoestasse Goering, ordenando que ele exigisse da esposa que mudasse o tratamento para com sua amante e a tratasse com mais respeito; uma das consequências das atitudes de Emmy com relação à Braun, foi que ela passou a não ser mais convidada para a villa de Hitler na Baviera, o Berghof. Eva Braun jamais a perdoou por assumir o título de 'Primeira-dama do Terceiro Reich'.
Como esposa de um dos homens mais ricos e poderosos da Europa, Emmy Göring - que sacrificou sua carreira de atriz em função do matrimônio -  recebia muita atenção pública e era constantemente fotografada, levando um estilo de vida luxuoso mesmo durante a Segunda Guerra Mundial. Seu marido possuía mansões, grandes propriedades e castelos na Alemanha, Áustria e Polônia, e era o maior beneficiário das obras de arte e dinheiro confiscados dos judeus e dos países sob ocupação nazista. O nascimento da filha Edda foi comemorado com o sobrevoo de 500 aviões sobre Berlim, por ordem de Goering, comandante da Luftwaffe.

## Vida posterior
Após a guerra, uma corte de desnazificação da Alemanha a condenou a um ano de prisão por ser nazista. Quando foi libertada, 30% de suas propriedades haviam sido confiscadas e ela foi proibida de se apresentar nos palcos por cinco anos. Quando Goering suicidou-se em Nuremberg, no fim de 1946, Emmy e a filha estavam reduzidas a viver num pequeno apartamento de dois quartos sem água corrente nem eletricidade e uma mulher que tivera múltiplos armários para guardar suas inúmeras roupas possuía apenas dois vestidos.
Ela viveu muitos anos e até o fim da vida num pequeno apartamento de um dos novos edifícios construídos em Berlim após a guerra e sofreu permanentemente de ciática. Em 1967, escreveu uma autobiografia, An der Seite meines Mannes (Ao lado do meu marido) e veio a morrer em Munique, em 1973, aos 80 anos de idade.